# Sweetest Pie
Sweetest Pie is een nummer van de Amerikaanse rapper Megan Thee Stallion en de Brits-Albanese zangeres Dua Lipa. Het nummer werd uitgebracht op 11 maart 2022 als de eerste single van Megan Thee Stallions tweede studioalbum Traumazine.

## Achtergrond
In juni 2021 toonde Megan Thee Stallion haar interesse in een samenwerking met Dua Lipa, waarop Lipa reageerde door te zeggen dat ze ook graag zou willen samenwerken met Megan Thee Stallion. Megan Thee Stallion en Lipa begonnen hints te geven over de samenwerking in februari 2022, nadat laatstgenoemde artiest laatstgenoemde aansprak met 'de zoetste taart' toen ze haar een taart stuurde voor haar verjaardag. Diezelfde maand liet Megan Thee Stallion doorschemeren dat haar volgende single zou zijn met iemand die haar fans al eerder hadden kunnen raden en dat het een onverwacht lied voor haar was en ‘anders’
Op 6 maart 2022 maakten Megan Thee Stallion en Lipa formeel hun samenwerking bekend. Eerstgenoemde bracht een promotionele afbeelding uit van de gezichten van de twee artiesten in pastelkleuren, terwijl laatstgenoemde een fragment van 5 seconden deelde van de nummer vergezeld van een video van een tekstgesprek tussen de twee waarin ze afbeeldingen van hen samen deelden. De volgende dag onthulden ze de cover en titel als "Sweetest Pie". Het nummer waarop het werd uitgebracht 11 maart 2022.

## Videoclip
De videoclip voor "Sweetest Pie" begeleidde de release van het nummer en werd geregisseerd door Dave Meyers, met een concept gecreëerd door Megan Thee Stallion. De clip is geïnspireerd op het verhaal van Hans en Grietje door "een duo van nietsvermoedende mannen te verwelkomen in hun hol en hen uiteindelijk naar hun dood lokken."